# وورونژ (سرزمین آلتای)
وورونژ (به لاتین: Voronezh) یک منطقهٔ مسکونی در روسیه است که در سرزمین آلتای واقع شده‌است.